# Kołyczewo (dieriewnia w obwodzie moskiewskim)
Kołyczewo (ros. Колычево) – wieś (dieriewnia) w Rosji, w obwodzie moskiewskim, w rejonie stupińskim. W 2010 liczyła 5 mieszkańców.